# زنبقيات
الزنبقيات هي رتبة نباتية تنتمي إلى طبقة (أو فوق رتبة) الزنبقيات التي تضم ثلاث رتب متقاربة هي: الزنبقيات Liliales، والديوسكوريال Dioscoreales، والبونتيديريال Pontederiales.
الزنبقيات هي أكثر أحاديات الفلقة نظامية في بنيتها الزهرية، معظمها أعشاب معمّرة بصلية أو جذمورية أو درنية. أوراقها ضيقة، تامة الحافة، متعاقبة، متوازية العروق، لاطئة ؛ وأزهارها خماسية الدوارات، ثلاثية قطع الدوارة الواحدة.
تتميز نباتات رتبة الزنبقيات بتكيفها مع التغيرات المناخية السنوية والفصلية، إذ تتحول سوقها إلى أعضاء ترابية كالأبصال والدرنات والجذامير القليلة التأثر بالمناخ الخارجي، والتي تختزن الغذاء والماء اللازمين لبقاء النبات حياً لسنوات متتالية في حالات شح الأمطار، وفي الأحوال القاسية من الجفاف والصقيع. أما أنواع الأغاف (باللاتينية: Agave) والصَّبر (باللاتينية: Aloe) فتتحمل الجفاف إذ إنها تختزن الماء والغذاء في أوراقها وسوقها البدينة والمتينة. وأخيراً تبرز شدة مقاومة الجفاف في بعض أنواع الفيلوزيا (باللاتينية: Vellozia) بإحاطة الأجزاء العلوية من السوق بأغماد ورقية ليفية جاذبة للندى اليومي الصباحي، بينما تُغطى الأجزاء السفلية من هذه السوق بجذور هوائية إسفنجية قادرة على امتصاص الندى الصباحي إضافة إلى امتصاصها مياه الأمطار الطبيعية.

## من فصائلها
يراوح عدد فصائل رتبة الزنبقيات بين فصيلتين و 17 فصيلة تبعاً لتباين النظم التصنيفية، إلا أن الفصيلة الزنبقية (باللاتينية: Liliaceae) أكثرها أهمية من حيث عدد الأجناس أو الأهمية الاقتصادية على السواء لاحتوائها الكثير من أنواع الزينة والنباتات العطرية كالزنبق والتوليب والسوسن والغلويّول والنرجس وغيرها. وتكوّن عمليات تهجين بعض الأنواع وما ينتج منها من ضروب، تجارة رابحة منتشرة في هولندا والولايات المتحدة بصورة خاصة، حيث تصدر مجلات متخصصة بجنس واحد أو أكثر من أجناس الزينة القيّمة.
أبرز فصائلها:
- الأغافية (باللاتينية: Agavaceae)
- الزنبقية (باللاتينية: Liliaceae)